# Бен Данијелс
Бен Данијелс (10. јун 1964) је британски телевизијски и филмски глумац.
Данијелс је најпознатији по улози Џејмс Стила у серији Ред и закон: Велика Британија.